# ジュリー・コヴィントン
ジュリー・コヴィントン（Julie Covington、1947年9月11日 - ）は、イギリスの歌手及び女優。「アルゼンチンよ、泣かないで」(Don't Cry For Me Argentina) のオリジナル歌手として知られている。ロンドン出身。

## 来歴
1967年、デービッド・フロストのテレビ番組に招かれ出演したのがきっかけで名を知られるようになった。このときまだ、ケンブリッジ大学ホマトン校 (Homerton College) の学生であったが、出演後にはコロムビアとレコーディング契約を結んだ。
1971年、ラウンドハウス (Roundhouse)で上演されたミュージカル『Godspell』に出演、1972年にリリースされた「Day by Day」という曲では彼女のリード・ボーカルがフィーチャーされている。
その後、劇場からテレビにも進出し、ミュージカル・ドラマ『ロック・フォリーズ (Rock Follies)』にレギュラー出演した。この番組で人気を博したコヴィントンは、アンドルー・ロイド・ウェバー、ティム・ライスのミュージカル『エビータ』のオリジナル・スタジオ・レコーディングに抜擢され、1976年に発表した「アルゼンチンよ泣かないで」の売り上げは、1977年2月に全英シングルチャートで1位となった。
1978年にはアメリカ合衆国で録音したソロ・アルバムを発表し、また様々なミュージシャンのアルバムに参加した後、再び劇場へと戻っていった。
『宇宙戦争』に材をとったジェフ・ウェインのアルバム『宇宙戦争 (Jeff Wayne's Musical Version of The War of the Worlds)』(1978年) の収録曲「The Spirit of Man」では、フィル・ライノットが担当した牧師ナサニエルの妻役でパフォーマンスしている。

## ディスコグラフィ

### ソロ・アルバム
- While The Music Lasts (1967年)
- The Party's Moving On (1969年)
- 『ザ・ビューティフル・チェンジズ』 - The Beautiful Changes (1971年)
- 『ジュリー・コヴィントン』 - Julie Covington (1978年) ※旧邦題『愛の微笑』
- The Beautiful Changes Plus (1999年) ※ボーナス・トラック追加再発[2][3]
- Julie Covington Plus (2000年) ※ボーナス・トラック追加再発

### 参加アルバム
- アシュリー・ハッチングス : The Guv'nor Vol 3 (1995年) ※1978年にライブで演奏した「By the time it gets dark」が収録されている。

### キャスト・レコーディング & サウンドトラック
- Godspell: Original London Cast Recording (1972年)
- The Adventures of Barry McKenzie (1972年)
- The Rocky Horror Show (1973年)
- Hey You! Songs from Play Away (1975年)
- 『エビータ』 - Evita: An Opera Based on the life of Eva Peron (1919–1952) (1976年)
- 『ロック・フォリーズ』 - Rock Follies (1976年)
- The Mermaid Frolics (1977年) ※アムネスティ・インターナショナルのための慈善興行
- 『ロック・フォリーズ 77』 - Rock Follies of '77 (1977年)
- 『宇宙戦争』 - Jeff Wayne's Musical Version of The War of the Worlds (1978年)
- Guys and Dolls: National Cast Recording (1982年)
- The Wildcliffe Bird (audio book) (1991年)
- Guys and Dolls (1992年)

### シングル
- "The Magic Wasn't There, Tonight Your Love Is Over" (1970年)
- "The Way Things Ought To Be" (1970年)
- "Day By Day" (1972年)
- "Two Worlds Apart" (Demo Only) (1973年)
- 「アルゼンチンよ泣かないで」 - "Don't Cry for Me Argentina" (1976年)
- "OK?" (with Rula Lenska, Charlotte Cornwell, Sue Jones-Davies) (1977年)
- "Only Women Bleed" (1977年)
- "(I Want To See The) Bright Lights" (1978年)
- "Housewives' Choice" (1982年)